# Вісник уряду Башкирії
Вісник уряду Башкирії  (Башкорт хокуметенен тілі, Башкорт хөкүмәтенең тілі, باشقرد حكومتينك تلی) — суспільно-політична газета що виходила з 20 серпня 1918 року в місті Оренбург , частина матеріалів виходила російською.
Заснована в результаті об'єднання газет « Башкорт » та « Башкорт тавиші ». Друкувалася в друкарні «Яҙа вокит» («Новий час»). Газета виходила під гаслами: «Хай живе суспільство, побудоване трудящими!», «Хай живе автономна Башкирія!».
Газета видавала накази та розпорядження Башкирського уряду та Башкирської військової ради (шура), антибільшовицькі статті.